# تاکاشی ماتسو (بازیگر)
تاکاشی ماتسو (انگلیسی: Takashi Matsuo؛ زادهٔ ۱۱ مهٔ ۱۹۶۰) بازیگر، صداپیشه، و شخصیت‌های تلویزیونی در ژاپن اهل ژاپن است.
از فیلم‌ها یا برنامه‌های تلویزیونی که وی در آن نقش داشته‌است می‌توان به غروب جاودان محله سوم اشاره کرد.